# Leutra (Saale, Maua)
Die Leutra ist ein über 12 km langer Bach in Thüringen anfangs im Saale-Holzland-Kreis, der nach recht genau östlichem Lauf im Stadtteil Maua der kreisfreien Stadt Jena von links in die mittlere Saale mündet.

## Verlauf
Die Leutra entspringt etwa 400 Meter westlich des Dorfrandes von Milda im Saale-Holzland-Kreis auf etwa 413 m der am Rande eines Feldweges liegenden Leutraquelle, die auf der Muschelkalk-Hochfläche des Naturraums Ilm-Saale-Ohrdrufer Platte liegt.  In einem Wiesenstreifen läuft der Bach anfangs ostnordöstlich, nach Passieren des Dorfes am Nordrand dann fast nordöstlich durch eine sich schnell eintiefende Talrinne mit Namen Leutragraben, die überwiegend mit Wald erfüllt ist. Etwa 3,5 km unterhalb der Quelle läuft kurz nach seinem Übertritt auf das Gebiet der Gemeinde Bucha von links und Westen der merkliche kürzere Bach vom Amselberg unter dem Dorf Schorba auf der linken Randhöhe zu; das Kerbsohlental heißt nun Leutratal und zieht ab hier mit zunächst nurmehr Bewaldung an der oberen Hangkante ostwärts, sein Grund liegt hier schon unter 320 m Höhe.
Schon weniger als einen Kilometer weiter im Osten passiert der Bach den kleinen Ort Pösen am linken Hang, kurz danach läuft unbeständig aus der Talrinne Tünschke vom entfernteren Zimmritz auf der rechts begleitenden Hochebene ein weiteres Gewässer zu, danach füllt sich das Tal auf etwa zwei Kilometern wieder fast ganz mit Wald; etwa in der Mitte dieses Abschnitts läuft von rechts das kurze Liebertal zu, nach dem die Leutra auf Jenenser Stadtgebiet weiterzieht. Vom Wiedereinsetzen der Auenflur bis zum nächsten Talort Leutra sind es noch fast zwei Kilometer, auf denen wiederum von rechts die allesamt kurzen und rechten Waldtäler Kaltes Tal, Ölklauen und Töppel ins Leutratal einmünden. Nach dem Ort Leutra, der von ihr durchflossen wird, weitet sich das Bachtal trichterförmig auf, zwischen den Spornen Jagdberg links und Spitzenberg rechts geht es zwischen der deutlich unterhalb Leutras liegenden Untermühle und dem bald folgenden Jenaer Stadtteil Maua ins weite Saaletal über. Die A 4 tritt aus dem Ostportal des Jagdbergtunnels von Oßmaritz auf der linken Randhöhe her ins unterste Tal. Nach einem weiteren Kilometer Ostlauf durch Maua und an seinem Rand, wobei sie die B 88 unterquert und zuletzt am östlichen Ortsrand die Saalbahn, mündet die Leutra neben dem Sportplatz des Ortes am rechten Rand der Flussaue auf 149 m von links in die mittlere Saale.

## Eigenschaften
Die Leutra entwässert ein Einzugsgebiet von etwa 19,4 km², verliert auf ihrem etwa 12,4 km langen Lauf etwa 244 m an Höhe und hat deshalb ein ansehnliches mittleres Sohlgefälle von etwa 20 ‰. Der linke Hang des Leutratals vom Wiedereinsetzen des Talwaldes unterhalb von Pösen bis abwärts von Leutra  ist Teil des Naturschutzgebiets Leutratal und Cospoth. Im Ortsbereich von Maua fanden in den Jahren 2013 bis 2014 umfangreiche Baumaßnahmen am Gewässerlauf statt, die zur Renaturierung des Baches beitragen sollen.